# Ardea intermedia

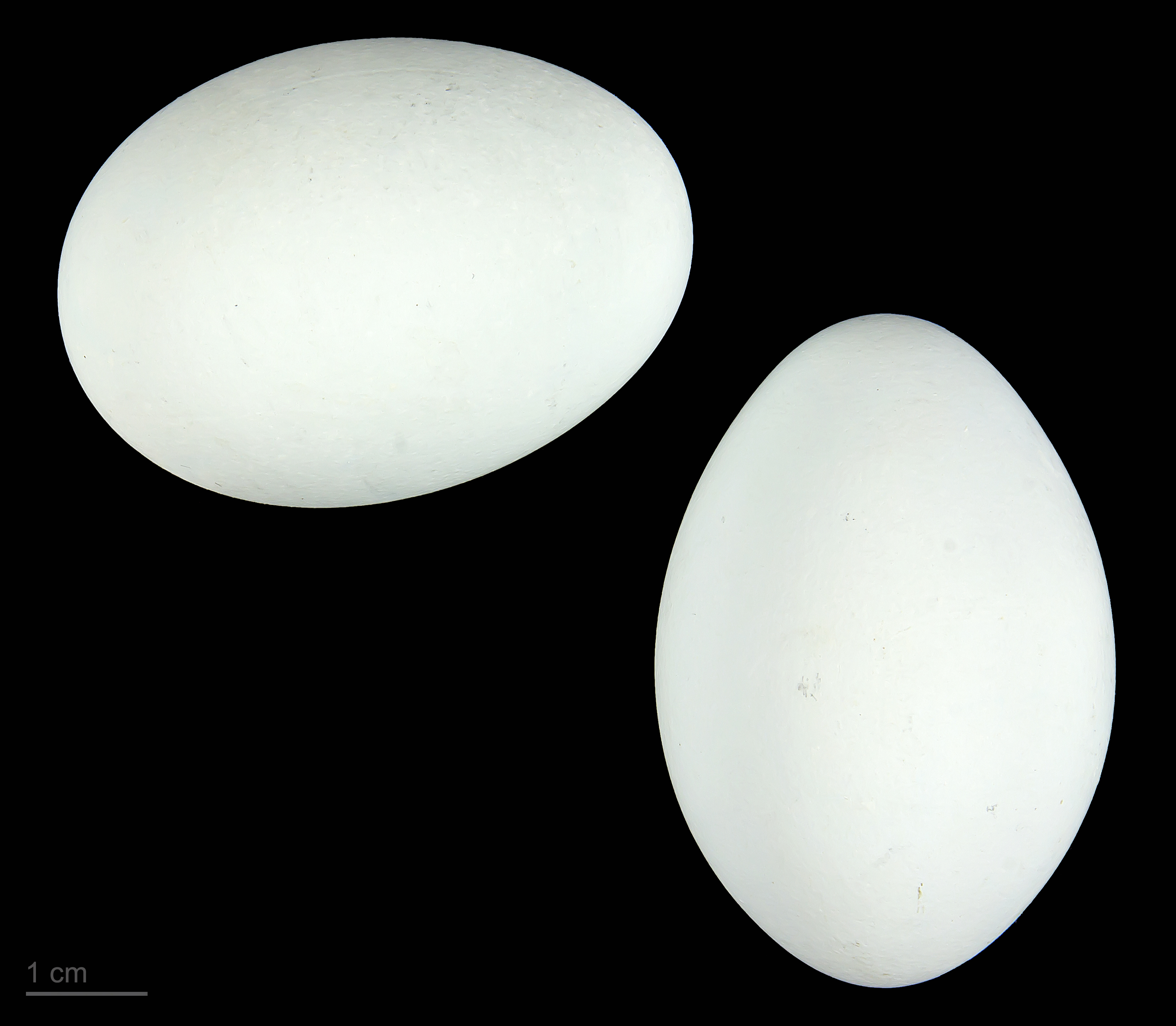
Ardea intermedia brachyrhyncha

La garzetta intermedia (Ardea intermedia Wagler, 1829) è un uccello della famiglia degli Ardeidi.

## Descrizione
Come si può intuire dal nome, questa specie presenta dimensioni intermedie tra quelle dell'airone bianco maggiore e delle più piccole garzette bianche, come la garzetta comune e l'airone guardabuoi, sebbene siano più vicine a quelle di queste ultime. Alta 90 cm, presenta un piumaggio completamente bianco, zampe quasi sempre scure ed un sottile becco giallo. Durante la stagione degli amori gli uccelli sviluppano una colorazione rossastra o nera sul becco, zone di pelle nuda giallo verdastra ai lati del becco, sottili piume filamentose sul petto e sul dorso e una colorazione giallo sporca o rosa (a seconda dell'areale) sulla parte alta delle zampe. Maschi e femmine sono simili.

## Biologia
La garzetta intermedia attende metodicamente le sue prede nelle acque poco profonde, sia costiere che di acqua dolce, e nei campi allagati. Si nutre di pesci, rane, crostacei e insetti.
Spesso nidifica in colonie miste con altre specie di aironi, costruendo un nido di ramoscelli sugli alberi o tra gli arbusti. A seconda delle regioni depone da due a cinque uova.

## Distribuzione e habitat
È diffusa in una vastissima area che dall'Africa orientale si spinge, attraverso le regioni tropicali dell'Asia meridionale, fino all'Australia.